# Ratpenat orellut de Timor
El ratpenat orellut de Timor (Nyctophilus timoriensis) és una espècie de ratpenat de la família dels vespertiliònids. Viu a Austràlia i Papua Nova Guinea. A Nova Guinea, aquesta espècie es troba en boscos esclerofil·les costaners i boscos mitjans de muntanya. A Austràlia es troba en el bosc d'eucaliptus tancat amb més freqüència, però també es produeix en els boscos oberts, sabanes i dels hàbitats de tipus mallee en zones àrides i semiàrides. No hi ha cap amenaça significativa per a la supervivència d'aquesta espècie, excepte la pèrdua d'hàbitat a causa de la tala de vegetació nativa per a la conversió a terres agrícoles.